# Tour of Southland
Tour of Southland – wieloetapowy wyścig kolarski rozgrywany co roku na południu Nowej Zelandii. Do 2010 był częścią cyklu UCI Oceania Tour. Składa się zwykle z siedmiu etapów.

## Zwycięzcy
| Nr      | Rok  | Zwycięzca             | Narodowość        |
| ------- | ---- | --------------------- | ----------------- |
| I       | 1956 | Kelvin Hastie         | Nowa Zelandia     |
| II      | 1957 | Tom Tindale           | Nowa Zelandia     |
| III     | 1959 | Warwcik Dalton        | Nowa Zelandia     |
| IV      | 1960 | Gary Ulmer            | Nowa Zelandia     |
| V       | 1961 | Warwick Dalton        | Nowa Zelandia     |
| VI      | 1962 | Tony Walsh            | Nowa Zelandia     |
| VII     | 1963 | Dick Johnstone        | Nowa Zelandia     |
| VIII    | 1964 | Malcolm Powell        | Nowa Zelandia     |
| IX      | 1965 | Tino Tabak            | Nowa Zelandia     |
| X       | 1966 | Tino Tabak            | Nowa Zelandia     |
| XI      | 1967 | Tino Tabak            | Nowa Zelandia     |
| XII     | 1968 | Merv Davis            | Nowa Zelandia     |
| XIII    | 1969 | Warwick Dalton        | Nowa Zelandia     |
| XIV     | 1970 | David Gee             | Nowa Zelandia     |
| XV      | 1971 | John Dean             | Nowa Zelandia     |
| XVI     | 1972 | Blair Stockwell       | Nowa Zelandia     |
| XVII    | 1973 | Michael Hughes        | Nowa Zelandia     |
| XVIII   | 1974 | Bruce Ramsay          | Nowa Zelandia     |
| XIX     | 1975 | Chris Hogan           | Nowa Zelandia     |
| XX      | 1976 | Paul Jesson           | Nowa Zelandia     |
| XXI     | 1977 | Wayne Perkinson       | Nowa Zelandia     |
| XXII    | 1978 | Paul Jesson           | Nowa Zelandia     |
| XXIII   | 1979 | Eric McKenzie         | Nowa Zelandia     |
| XXIV    | 1980 | Anthony Cuff          | Nowa Zelandia     |
| XXV     | 1981 | Stephen Cox           | Nowa Zelandia     |
| XXVI    | 1982 | Stephen Cox           | Nowa Zelandia     |
| XXVII   | 1983 | Jack Swart            | Nowa Zelandia     |
| XXVIII  | 1984 | Jack Swart            | Nowa Zelandia     |
| XXIX    | 1985 | Brian Fowler          | Nowa Zelandia     |
| XXX     | 1986 | Brian Fowler          | Nowa Zelandia     |
| XXXI    | 1987 | Brian Fowler          | Nowa Zelandia     |
| XXXII   | 1988 | Brian Fowler          | Nowa Zelandia     |
| XXXIII  | 1989 | Brian Fowler          | Nowa Zelandia     |
| XXXIV   | 1990 | Brian Fowler          | Nowa Zelandia     |
| XXXV    | 1991 | Stuart Lowe           | Nowa Zelandia     |
| XXXVI   | 1992 | Brian Fowler          | Nowa Zelandia     |
| XXXVII  | 1993 | Landrey Burt          | Nowa Zelandia     |
| XXXVIII | 1994 | Doug Bath             | Nowa Zelandia     |
| XXXIX   | 1995 | Brian Fowler          | Nowa Zelandia     |
| XL      | 1996 | Gordon McCauley       | Nowa Zelandia     |
| XLI     | 1997 | Graeme Miller         | Nowa Zelandia     |
| XLII    | 1998 | Scott Guyton          | Nowa Zelandia     |
| XLIII   | 1999 | Graeme Miller         | Nowa Zelandia     |
| XLIV    | 2000 | Glen Mitchell         | Nowa Zelandia     |
| XLV     | 2001 | Karl Moore            | Nowa Zelandia     |
| XLVI    | 2002 | John Lieswyn          | Stany Zjednoczone |
| XLVII   | 2003 | Scott Guyton          | Nowa Zelandia     |
| XLVIII  | 2004 | John Lieswyn          | Stany Zjednoczone |
| XLIX    | 2005 | Gordon McCauley       | Nowa Zelandia     |
| L       | 2006 | Hayden Roulston       | Nowa Zelandia     |
| LI      | 2007 | Hayden Roulston       | Nowa Zelandia     |
| LII     | 2008 | Hayden Roulston       | Nowa Zelandia     |
| LIII    | 2009 | Heath Blackgrove      | Nowa Zelandia     |
| LIV     | 2010 | Hayden Roulston       | Nowa Zelandia     |
| LV      | 2011 | Josh Atkins           | Nowa Zelandia     |
| LVI     | 2012 | Mike Northey          | Nowa Zelandia     |
| LVII    | 2013 | James Oram            | Nowa Zelandia     |
| LVIII   | 2014 | Mitchell Lovelock-Fay | Australia         |
| LIX     | 2015 | Brad Evans            | Nowa Zelandia     |
| LX      | 2016 | Aaron Gate            | Nowa Zelandia     |
| LXI     | 2017 | James Piccoli         | Kanada            |